# Lindenius albilabris
Lindenius albilabris ist ein Hautflügler aus der Familie der Crabronidae. 

## Merkmale
Die Wespe erreicht eine Körperlänge von 6 bis 8 Millimetern (Weibchen) bzw. 4 bis 7 Millimetern (Männchen). Die Punktaugen (Ocelli) stehen stumpfwinkelig zueinander. Bei den Weibchen sind die Mandibeln, das Basalglied der Fühler (Scapus) und der Thorax schwarz gefärbt. Die Männchen weisen am mittleren Beinpaar stark gekrümmte Metatarsen auf, die basal stark behaart sind. Die Art kann mit manchen Arten der Gattung Crossocerus verwechselt werden, die jedoch rechtwinkelig zueinanderstehende Punktaugen besitzen. Auch deren Dorsalfeld ist anders strukturiert. 

## Vorkommen
Die Art ist in Europa und Asien, östlich bis in die Mongolei verbreitet und besiedelt verschiedene Lebensräume. Sie ist bis in Höhen von 950 Meter Seehöhe nachgewiesen. Die Art fliegt in einer Generation von Juni bis September. Sie ist in Mitteleuropa weit verbreitet und zählt zu den häufigsten Grabwespenarten. 

## Lebensweise
Die Weibchen legen ihre Nester im leicht verdichteten, waagerechten Boden an. Der Nesteingang hat häufig einen kraterförmigen Rand. Das Nest besitzt einen 10 bis 20 Zentimeter tiefen Hauptgang, an dessen Ende bis zu zehn horizontale Seitengänge angelegt werden, die jeweils in einer Zelle enden. Die Brut wird im Süden des Verbreitungsgebietes vor allem mit Weichwanzen der Gattung Lygus versorgt, im Norden Europas werden vor allem kleine Fliegenarten eingetragen. Der Anflug ins Nest erfolgt direkt, ohne die Beute vor dem Eingang abzusetzen. Myrmosa atra und Hedychridium coriaceum sind als Kuckuckswespen nachgewiesen.  